# 鋳鍛鋼メーカー
鋳鍛鋼メーカー（ちゅうたんこうメーカー）とは、鋳造あるいは鍛造によって複雑な形状を持つ鉄鋼部材を生産する鉄鋼メーカーのことである。原料となる鋼は一般に電気炉で生産されるが、材料が普通鋼から特殊鋼まで幅広く含み、かつ生産方法が鋳造あるいは鍛造であることから、電気炉メーカー、特殊鋼メーカーや高炉メーカーと区別している。

## 概要
鉄鋼を製造する具体的な工程は鋳造（鋳込み、機械加工する）あるいは鍛造（造塊後、鍛造する）により行われ、主に造塊後に圧延する普通鋼や特殊鋼の工程と大きく異なる。
一般に、電気炉による鉄の精錬では原料のスクラップに含まれる銅などの不純物が延性に影響を与える。このため、特に鍛鋼メーカーでは不純物の少ないスクラップを使用するなど、特殊鋼メーカー同様の成分管理を行っている。
鋳鍛鋼メーカーの生産する製品は、鉄道用レールクロッシングのような比較的小型のものから、火砲や船舶のクランクシャフトのような大型品、発電機用タービンケーシングのような数百トンを超えるような超大型品まで非常に幅広い。典型的な多品種・少量生産分野であり、業界内での棲み分けがされている。

## 代表的な日本の鋳鍛鋼メーカー
- 日本製鋼所
- 日本鋳鍛鋼
- 神戸製鋼所
- 大平洋製鋼